# 花叶山姜
花叶山姜（学名：Alpinia pumila）为姜科山姜属下的一个种。

## 扩展阅读
- 維基物種上的相關：花叶山姜